# Allobradytus
Allobradytus  (лат.) — подрод жуков-тускляков из семейства жужелиц и подсемейства харпалин (Harpalinae). Описан в 1975 году Степаном Мироновичем Яблоковым-Хнзоряном.

## Описание
На 3-5 стернитах брюшка по две щетинки. На бёдрах задних ног по 6–8 щетинок, на средних бёдрах их по 4–6. Вид Amara armeniaca питается семенами маревых.

## Виды
Подрод различает два вида:
- Amara armeniaca Motschulsky 1839
- Amara kinitzi Tschitscherine 1899

## Распространение
Встречается в юго-востоке Европы, Закавказье и Средней Азии, предгорьях Алтая и Китае.